# California (Schiff, 1921–1959)
Die California war das zweite Schlachtschiff der Tennessee-Klasse. Sie wurde 1921 durch die US Navy in Dienst gestellt und beim japanischen Angriff auf Pearl Harbor am 7. Dezember 1941 schwer beschädigt und an ihrem Liegeplatz versenkt. Die California wurde im Mai 1942 gehoben, anschließend repariert und modernisiert. Ab Januar 1944 nahm sie bis zum Kriegsende an den Kampfhandlungen im Pazifik teil.

## Tennessee-Klasse
Die Tennessee-Klasse unterschied sich erheblich von der älteren New-Mexico-Klasse. Es wurde jedoch die gleiche Anzahl 356-mm-Geschütze an Bord installiert. Besonderes Augenmerk wurde auf den Unterwasserschutz gelegt. Daneben verstärkte man den horizontalen Panzerschutz und ermöglichte durch die Erhöhung des Neigungswinkels der Rohrartillierie eine größere Reichweite der Geschütze. Man berücksichtigte dabei den Ablauf und den Ausgang der Skagerrakschlacht, bei der sich zeigte, dass sich die Kampfentfernungen sich immer weiter erhöhten. Da die Granaten über größere Entfernung in einem steileren Winkel auf Ziele auftrafen, wurde eine stärkere Horizontalpanzerung nötig. Zur Verbesserung der Stabilität und Kampffähigkeit in schwerer See erhielt die Klasse einen Klipperbug. Sie war fast baugleich mit der folgenden Colorado-Klasse, deren Schiffe jedoch bei einem größeren Kaliber von 406 mm mit vier Zwillingstürmen ausgestattet wurden.
Die Schiffe der Tennessee-Klasse waren schwer gepanzert und berücksichtigten dabei die neuesten Erkenntnisse im Kriegsschiffbau, so dass sie gegen Torpedo- und Minentreffer einen besseren Schutz besaßen als vergleichbare ältere Schlachtschiffe. Als Nachteil erwies sich hingegen ihre geringe Maximalgeschwindigkeit von nur 21 kn, da sowohl moderne Neubauten aus diesem Zeitraum und auch noch verbliebene Schlachtkreuzer um 5 bis 10 kn schneller laufen konnten.

## Geschichte

### Bau und Verwendung bis zum 2. Weltkrieg

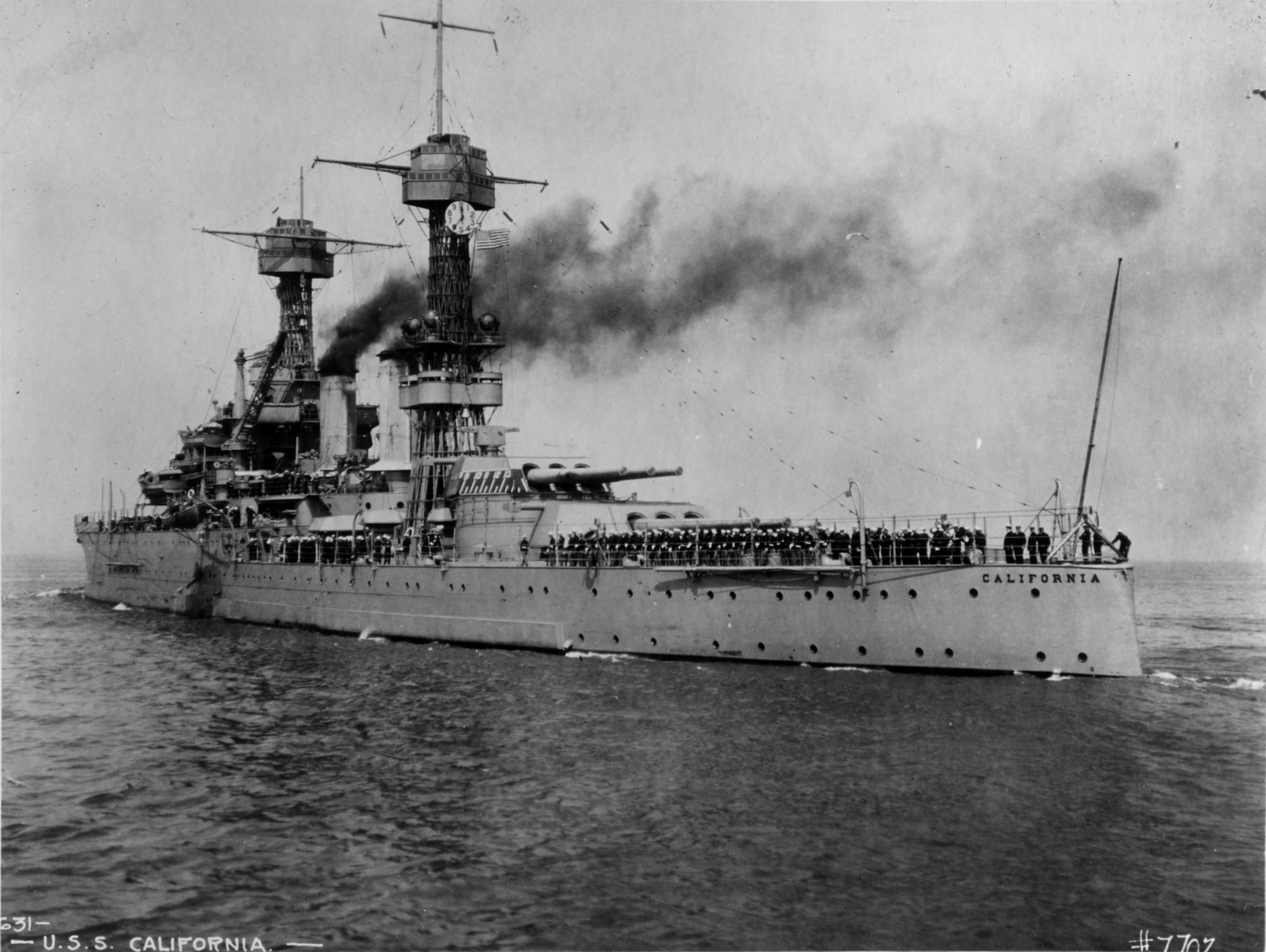
USS California (ca. 1921)

Der Bau der California wurde bereits 1915 beschlossen und noch vor dem späteren Typschiff (der Tennessee) begonnen. In der Folgezeit wurde der Bau während des Ersten Weltkriegs nur zögerlich fortgeführt, da man im Krieg dringend Schiffe zur Abwehr deutscher U-Boote benötigte. Wegen der dadurch zu erwartenden langen Bauzeit wurde eine Fertigstellung noch vor Beendigung des Krieges als nicht realisierbar eingeschätzt und auch nicht angestrebt. Das führte auch dazu, aus den während des Krieges geführten Seegefechten Schlussfolgerungen für die Verbesserung der Konstruktion abzuleiten.
Das Schiff wurde auf der Mare Island Navy Yard gebaut. Dazu wurde der Kiel ab dem 25. Oktober 1916 gelegt. Der Stapellauf folgte am 20. November 1919. Am 10. August 1921 konnte die California in Dienst gestellt werden. Sie hatte mit knapp fünf Jahren eine erheblich längere Bauzeit hinter sich als das erst am 14. Mai 1917 begonnene Typschiff USS Tennessee, deren Indienststellung jedoch bereits nach gut drei Jahren Bauzeit am 3. Juni 1920 erfolgte. Die California wurde der Pazifikflotte zugeteilt und war bis zum Kriegsbeginn im Dezember 1941 das Flaggschiff der US-Flotte im Pazifik.

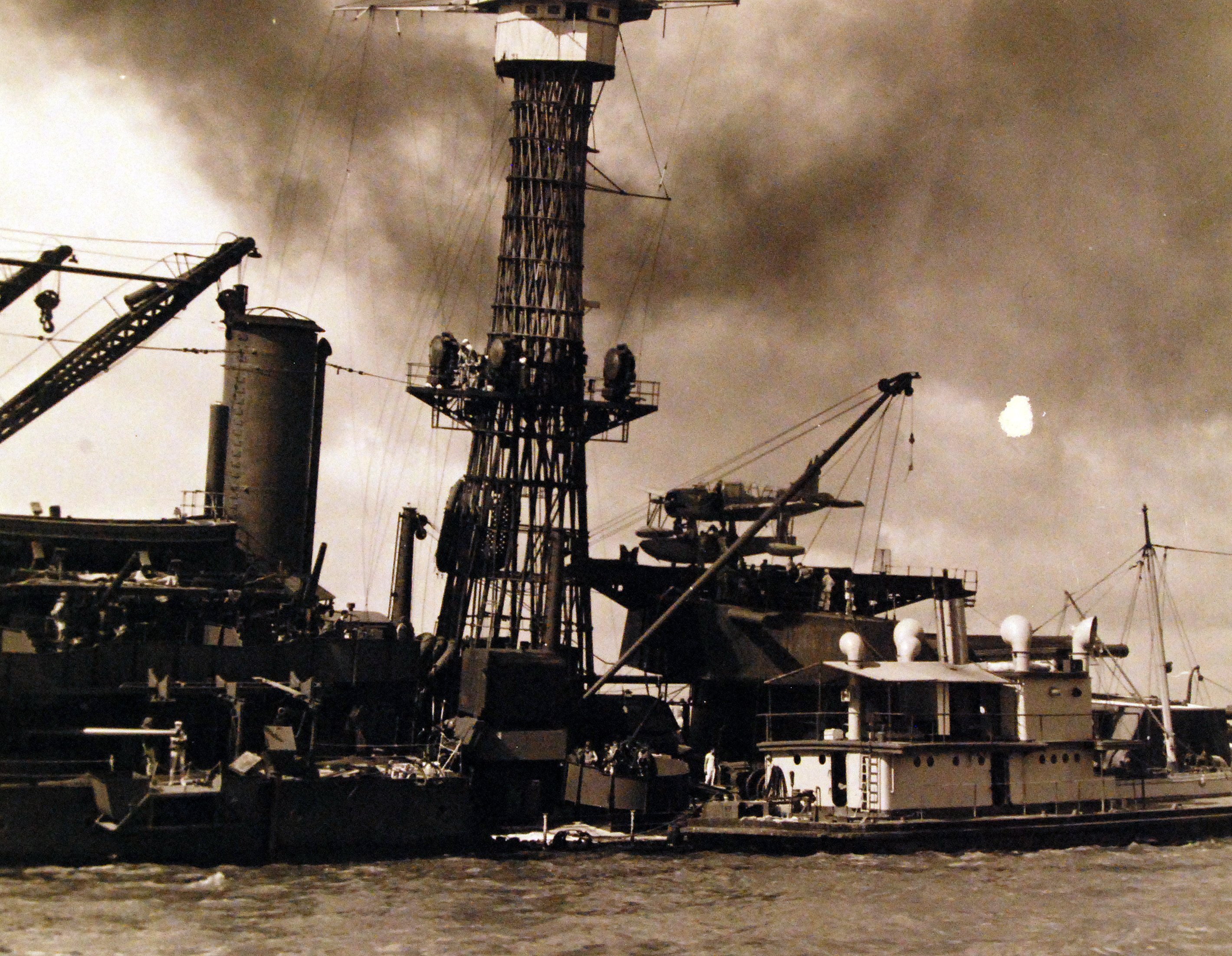
Die California nach dem Angriff auf Pearl Harbor

### Angriff auf Pearl Harbor
Beim japanischen Angriff auf Pearl Harbor am 7. Dezember 1941 lag die California im Hafen und wurde schwer getroffen. Nachdem zwei Torpedos unterhalb des Gürtelpanzers explodiert waren, traf eine Bombe die Munitionskammern der Flakmunition und tötete dabei mehr als 50 Besatzungsmitglieder. Das ausbrechende Feuer erzeugte eine so starke Rauchentwicklung, dass die Maschinenräume, die die Pumpen betrieben, aufgegeben werden mussten. Nach knapp drei Tagen ständig steigenden Wasserpegels im Innern sank das Schiff schließlich auf ebenem Kiel und blieb im Hafenschlick stecken. Nur noch ihre Aufbauten ragten aus dem Wasser. Insgesamt starben durch den Angriff 104 Besatzungsmitglieder der California. Für ihr Verhalten während des Angriffes wurden der schwer verletzte Jackson Pharris, sowie posthum Herbert Jones, Thomas Reeves und Robert Scott mit der Medal of Honor geehrt.

### Hebung und Instandsetzung
Das Schiff konnte im Mai 1942 gehoben und vor Ort notdürftig in Stand gesetzt werden. Danach wurde es zur Puget Sound Navy Yard überführt und dort während der Instandsetzung vollständig modernisiert. Wie bei der Tennessee wurden dabei die Gittermasten komplett entfernt, beide Schornsteine zu einem Schornstein zusammengefasst. Die Brückenaufbauten wurden nach den Plänen der modernen Iowa-Klasse völlig neu gestaltet, dazu neue optische Messgeräte eingebaut, eine Radarausstattung hinzugefügt und eine erhebliche Verstärkung der Flugabwehrbewaffnung installiert. Nach der Modernisierung hatte sich das Aussehen des Schiffes grundlegend verändert. Die California war für die moderne Seekriegsführung gerüstet und konnte ab Januar 1944 wieder an aktiven Einsätzen der Pazifikflotte teilnehmen.

### Kampfeinsätze auf dem Pazifik

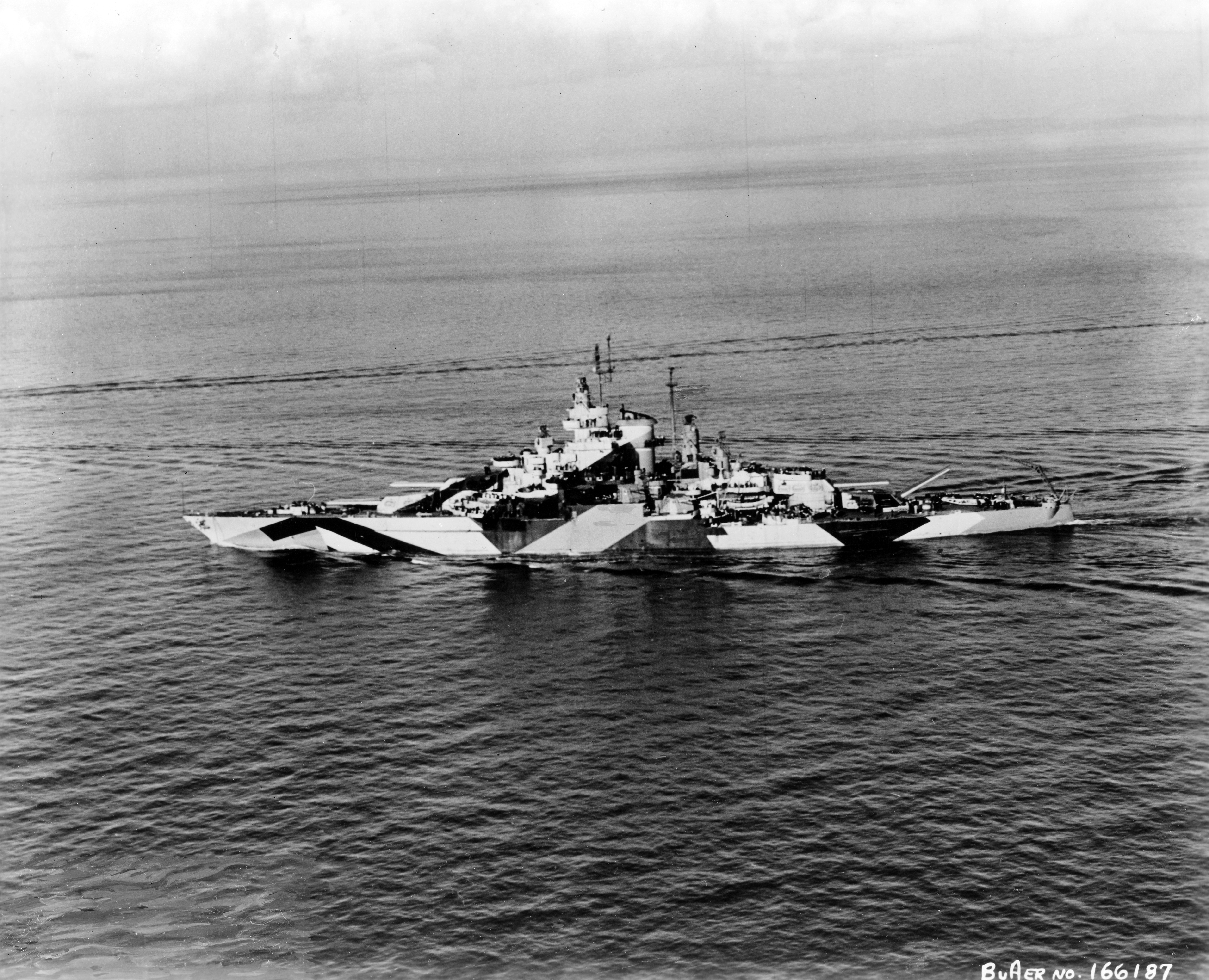
USS California im Tarnanstrich (Januar 1944)

Bis zur Kapitulation Japans nahm die California an vielen Kampfeinsätzen der US Navy im Pazifik teil. Ihre Hauptaufgabe war es, den Landungsstreitkräften während des Island Hoppings mit ihrer Rohrartillerie Deckung zu geben und durch diesen Landbeschuss einen wirkungsvollen Beitrag zur Überwindung des japanischen Widerstands zu leisten. Zun den Einsätzen zählten unter anderem die Schlacht um die Marianen-Inseln, die See- und Luftschlacht im Golf von Leyte, die Schlacht in der Philippinensee und die Schlacht um Okinawa.
Während der Schlacht in der Surigaostraße gehörte die California zu einem vom Schlachtschiff West Virginia angeführten Kampfverband. Bei dem historisch letzten klassischen Crossing the T trug sie maßgeblich zur erfolgreichen Versenkung des japanischen Schlachtschiffs Yamashiro und dessen Schwesterschiff Fusō bei.
Im Januar 1945 nahm die California an der Schlacht um Luzon teil. Dabei wurde sie am Abend des 6. Januar von einer Rotte Mitsubishi A6M Zero während eines Shimpū-Tokkōtai-Einsatzes attackiert. Einer der Angreifer konnte abgeschossen werden, die zweite Zero jedoch schlug mittschiffs an Backbord nahe des Hauptmasts ein und löste einen Brand aus. Kurz danach traf eine verirrte 127-mm-Granate eines ihrer 127-mm-Geschütze. Insgesamt starben durch die Explosionen sowie die dadurch ausgelösten Brände 44 Besatzungsmitglieder und es gab mehr als 150 Verletzte. Das Schiff verblieb bis zum 22. Januar im Kampfverband und wurde danach über Ulithi und die Heimatbasis Pearl Harbour zwecks Instandsetzung zur Puget Sound Naval Shipyard verlegt. Nach Abschluss dieser Arbeiten nahm die California ab 16. Juni in der Endphase an der Schlacht um Okinawa teil.

### Atlantikflotte, Außerdienststellung und Verschrottung
Direkt nach dem Krieg wurde die California nach Singapur verlegt. Von dort aus begab sie sich auf den Weg um das Kap der guten Hoffnung in den Atlantik. Ihre letzte aktive Verwendung fand sie in der Atlantikflotte der US Navy.
Am 14. Februar 1947 erfolgte ihre Außerdienststellung, sie verblieb vorerst in der Reserveflotte. Am 1. März 1959 wurde sie aus dem Schiffsregister der US Navy gestrichen, danach zum Abwracken verkauft und bis 1962 komplett abgewrackt.